# Évangélisme au Québec
L'évangélisme au Québec est un mouvement chrétien évangélique composé de plusieurs confessions, d'Églises et d’instituts de théologie évangélique dans la province de Québec.

## Histoire

### 19esiècle

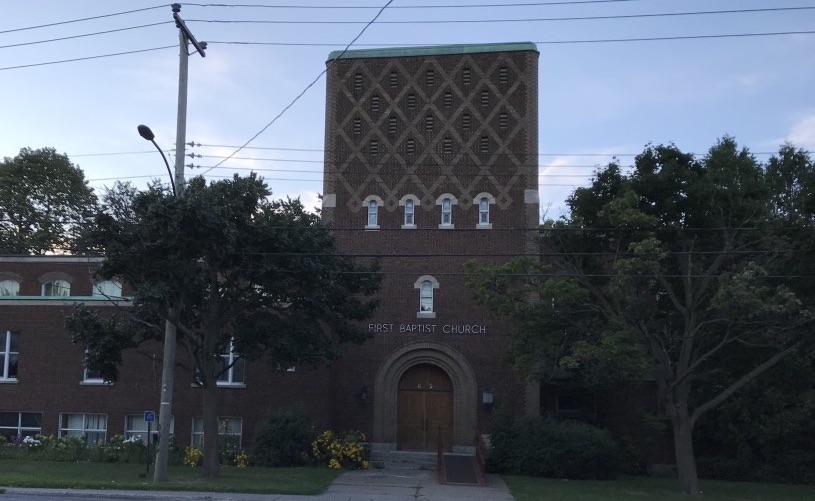
Bâtiment de la Première église baptiste à Montréal

La première Église baptiste est établie en 1831 à Montréal par John Gilmour, un pasteur britannique.

### 20esiècle

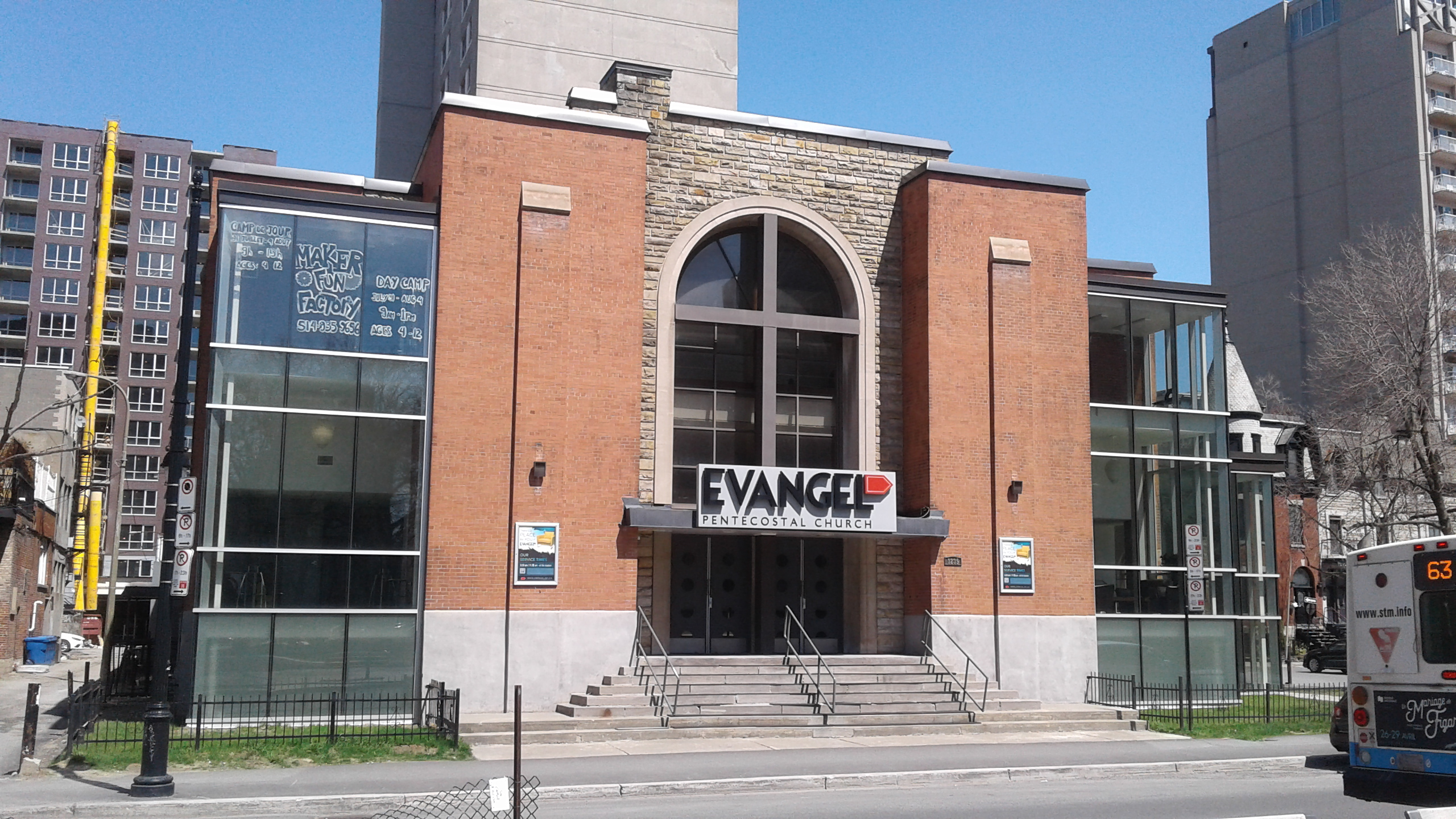
Bâtiment de l’Evangel Pentecostal Church à Montréal

Le mouvement pentecôtiste de 1906 s'est installé dans la province, 10 ans plus tard, également à Montréal, en 1916 avec la fondation de l’église Evangel Pentecostal Church .

### 21esiècle

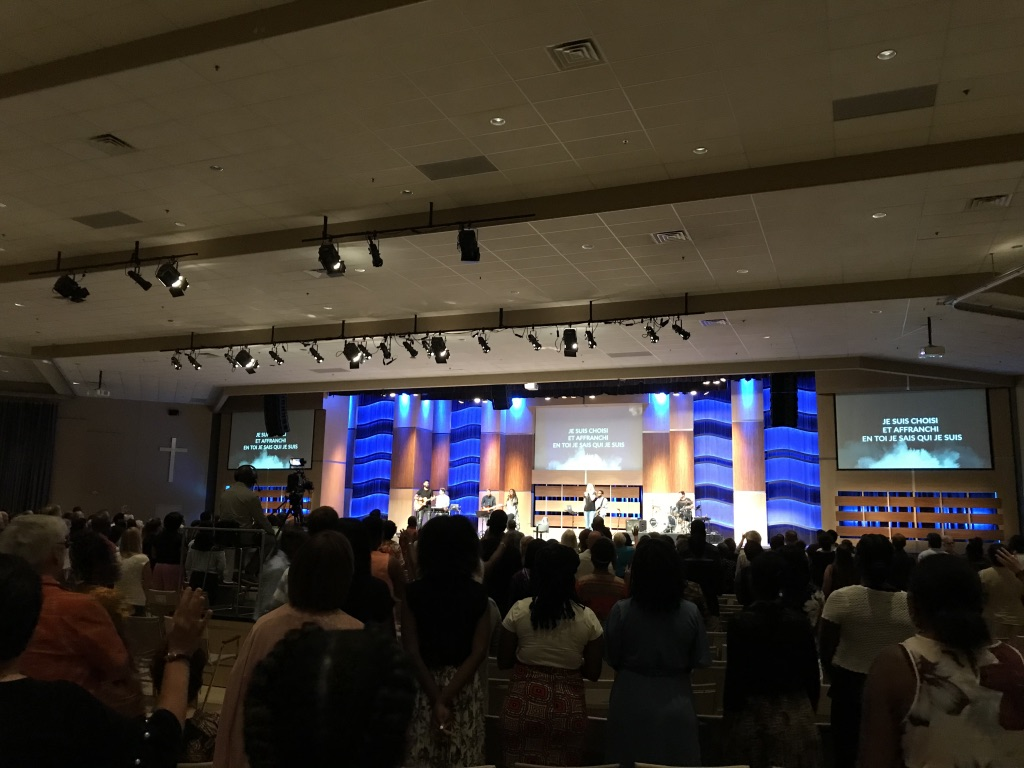
Service à l’Église Nouvelle Vie à Longueuil

Le mouvement évangélique connait une croissance notable depuis les années 2000, observe le chercheur Frédéric Castel, spécialiste à l'UQAM et à l'INRS . Il remarque que le phénomène n'a pas lieu seulement dans les grands centres urbains, mais aussi dans les régions éloignées. Selon le recensement de 2001 de Statistique Canada, l'évangélisme a compté 50 000 nouveaux croyants au Québec.
Dans différentes villes du Québec, de nouveaux bâtiments d'églises sont construits et inaugurés, ,. En 2001, l'Église Nouvelle Vie de Longueuil  inaugure un nouveau bâtiment comprenant notamment un auditorium de 2 400 places, le plus grand dans la francophonie du Canada. Certains bâtiments d’églises catholiques ont également été repris par des églises évangéliques , . En 2015, le Réseau Évangélique du Québec, une union provinciale regroupant plusieurs confessions évangéliques, est fondé.

## Organisations

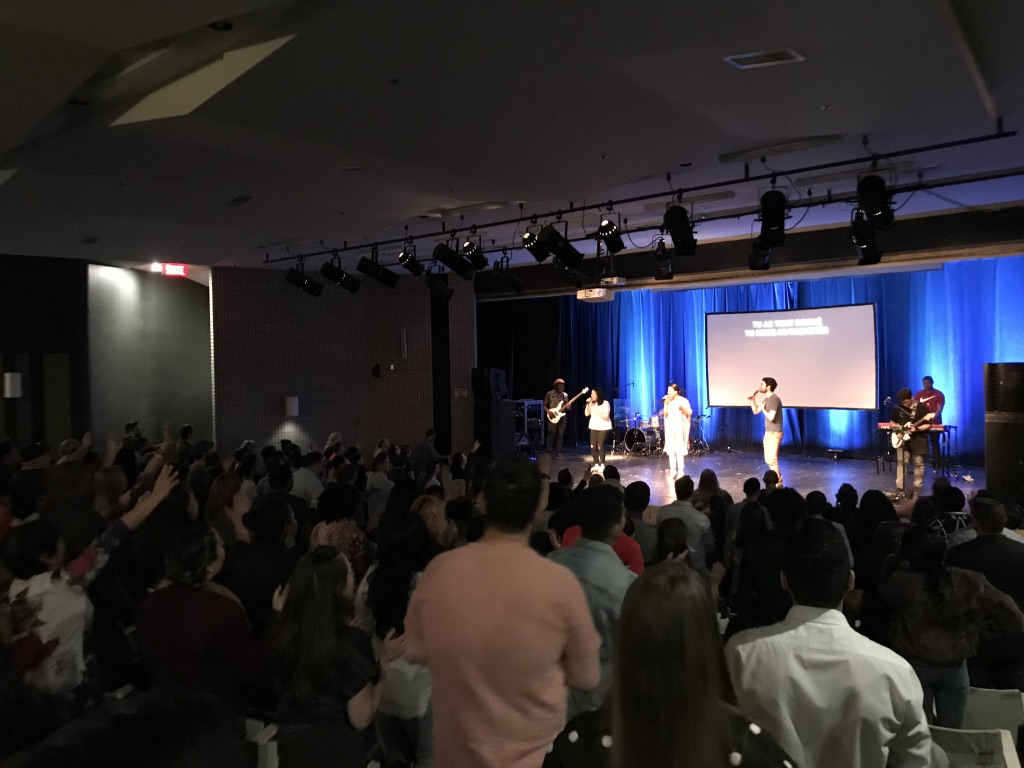
Service à La Chapelle de Montréal.

Les églises évangéliques sont souvent affiliées à une confession chrétienne évangélique, qui est parfois affiliée au Réseau Évangélique du Québec ou à l'Alliance évangélique du Canada.  
Par exemple, pour les confessions baptistes, il y a les Ministères baptistes canadiens fondés en 1944, l'Association des Églises baptistes évangéliques au Canada fondée en 1953 et la Convention nationale baptiste canadienne fondée en 1957. Au Québec, ces confessions sont représentées par des unions régionales, comme l'Union des Églises baptistes francophone du Canada (affiliée aux Ministères baptistes canadiens) fondée en 1969, l'Association d'Églises baptistes évangéliques au Québec (affiliée à l'Association des Églises baptistes évangéliques au Canada) en 1971 et la Conférence générale baptiste du Canada en 1981.
Pour les confessions pentecôtistes, par exemple, il y a les Assemblées de la Pentecôte du Canada, fondées en 1919  ,.

## Écoles

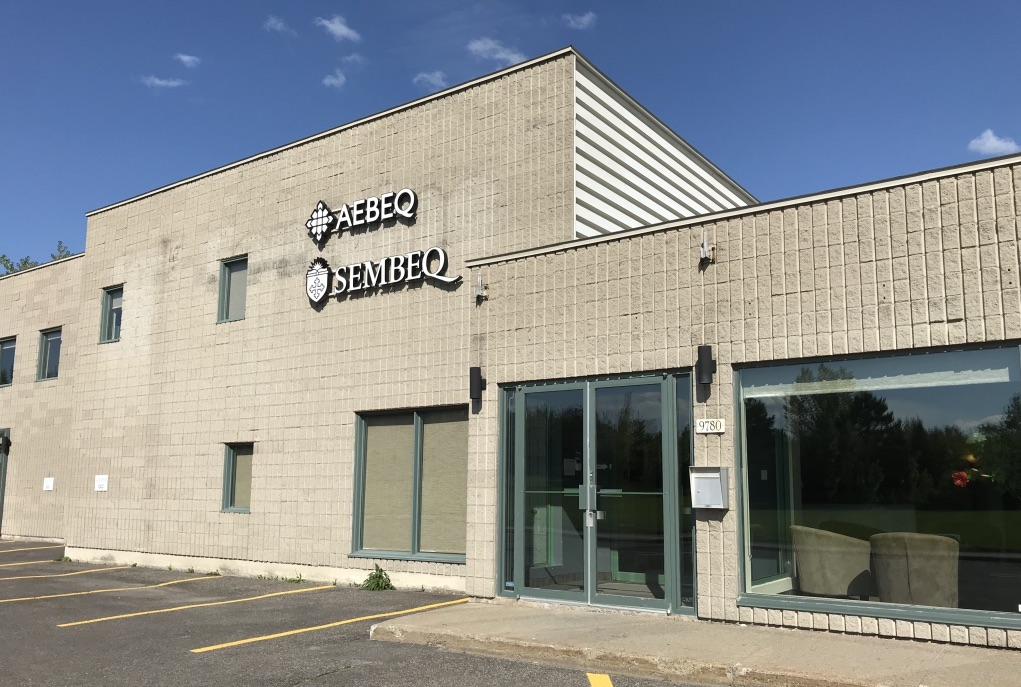
Séminaire baptiste évangélique du Québec à Montréal

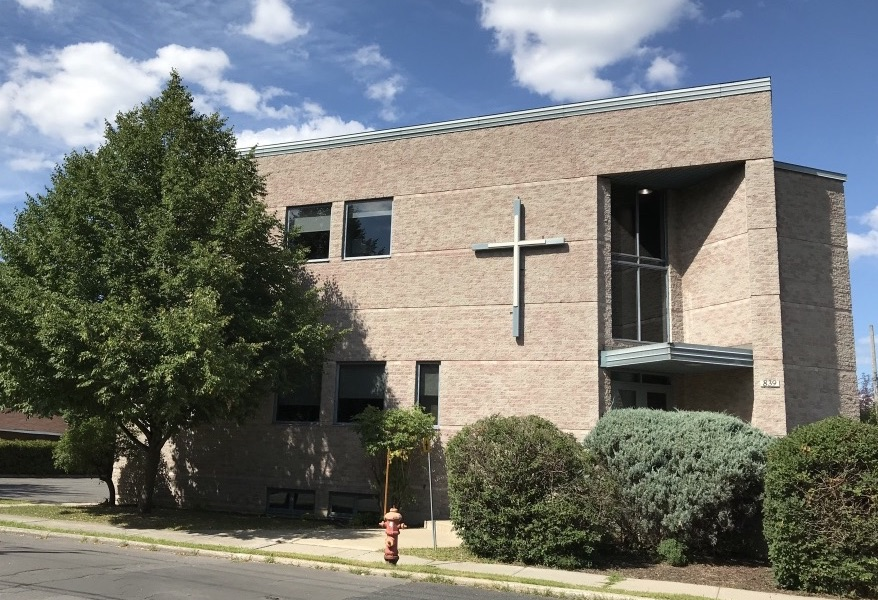
Institut biblique du Québec, à Longueuil.

Dans le courant baptiste, il y a eu la fondation de l’Institut Feller à Grande-Ligne (devenu Saint-Blaise-sur-Richelieu) en 1836 par Louis Roussy et Henriette Feller,  des missionnaires baptistes suisses, dispensant des études bibliques, qui a fermé ses portes en 1967  ,,. En 1974, l’Association d'Églises baptistes évangéliques au Québec fonde le Séminaire baptiste évangélique du Québec à Montréal . En 1982, l’Union d'Églises baptistes francophones du Canada fonde la Faculté de théologie évangélique (Montréal) .
Dans le courant pentecôtiste, il y a eu la fondation de l’Institut biblique Bérée à Montréal en 1941 par les Assemblées de la pentecôte du Canada . L’école a fusionné en 1997 avec le Collège biblique Québec pour devenir l’Institut biblique du Québec à Longueuil . Il y a eu également la fondation de l’Institut de théologie pour la Francophonie affilié à l'Association chrétienne pour la francophonie, à Longueuil en 2005 par l'Église Nouvelle Vie .

## Statistiques
Selon l’Enquête nationale auprès des ménages de 2011 de Statistique Canada, il y avait 94,980 chrétiens évangéliques au Québec en 2011, représentés principalement par les catégories baptiste (36 610 personnes),  pentecôtiste (41 070 personnes) et la catégorie évangélique (17 300 personnes, non déclarées dans les autres catégories).

## Critiques
En 2010, des journalistes ont souligné la grande place accordée à l'argent dans les services de certaines églises évangéliques et la gestion peu transparente des offrandes et de la dîme,.  Divers scandales financiers et détournements de fonds ont eu lieu dans les années 2010 ,,,, principalement dans des églises indépendantes, non affiliées à une confession évangélique.